# Bayreuth (huyện)
Bayreuth là một huyện ở bang Bayern, Đức. Huyện bao quanh nhưng không bao gồm thành phố Bayreuth. Các huyện giáp ranh (từ phía bắc theo chiều kim đồng hồ) là: Kulmbach, Hof, Wunsiedel, Tirschenreuth, Neustadt/Waldnaab, Amberg-Sulzbach, Nürnberger Land, Forchheim và Bamberg.

## Lịch sử
Huyện đã được lập năm 1972 thông qua việc sáp nhập các huyện cũ Bayreuth và Pegnitz, thêm thị xã Gefrees của huyện cũ Münchberg và thị xã Speichersdorf của huyện cũ Kemnath.

## Địa lý
Nguồn các sông Main Trắng và Main Đỏ đều nằm ở huyện này. Sông Main Đỏ bắt nguồn từ phía nam các đồi của Frankish Alb, còn Main Trắng bắt nguồn ở vùng núi Fichtelgebirge ở phía đông. Cả hai dòng sông đều chảy về hướng tây bắc, nhưng không gặp nhau trong huyện này.
Thung lũng của sông Main Đỏ chia hai phần địa lý chính của huyện: vùng quê vùng đồi Frankish Alb và vùng cao hơn Fichtelgebirge.

## Hành chính
| Thị xã | Đô thị | |
| --- | --- | --- |
| 1. Bad Berneck 2. Betzenstein 3. Creußen 4. Gefrees 5. Goldkronach 6. Hollfeld 7. Pegnitz 8. Pottenstein 9. Waischenfeld | 1. Ahorntal 2. Aufseß 3. Bindlach 4. Bischofsgrün 5. Eckersdorf 6. Emtmannsberg 7. Fichtelberg 8. Gesees 9. Glashütten 10. Haag 11. Heinersreuth 12. Hummeltal | 1. Kirchenpingarten 2. Mehlmeisel 3. Mistelbach 4. Mistelgau 5. Plankenfels 6. Plech 7. Prebitz 8. Schnabelwaid 9. Seybothenreuth 10. Speichersdorf 11. Warmensteinach 12. Weidenberg |